# خلالة أونية
خلالة أونية (الاسم العلمي: Acetobacter oeni) هي نوع من البكتيريا يتبع جنس الخلالة من الفصيلة الخلالية.